# Преобразование Фурье на группах
Преобразование Фурье на группах — обобщение дискретного преобразования Фурье от циклических к локально компактным абелевым группам или произвольным компактным группам.

## Вспомогательные понятия
- Конечномерное представление группы {\displaystyle G} — это отображение {\displaystyle \pi :G\mapsto GL(V)} из {\displaystyle G} в группу обратимых линейных преобразований векторного пространства {\displaystyle V}, такое что для любых {\displaystyle g_{1},g_{2}\in G}

{\displaystyle \pi (g_{1})\pi (g_{2})=\pi (g_{1}g_{2}).}
Другими словами, {\displaystyle \pi } — гомоморфизм групп {\displaystyle G} и {\displaystyle GL(V)}.
- Представление называется унитарным если {\displaystyle \pi (G)\subset U(V)}, где {\displaystyle U(V)} — группа унитарных преобразований пространства {\displaystyle V}.
- Представления {\displaystyle \pi :G\mapsto GL(V)} и {\displaystyle \rho :G\mapsto GL(V)} называются эквивалентными если переход от одного к другому может быть осуществлён равномерной сменой базиса, то есть если есть преобразование {\displaystyle T\in GL(V)} такое что для любого {\displaystyle g\in G}
{\displaystyle T\pi (g)T^{-1}=\rho (g)}

- Представление {\displaystyle \rho :G\mapsto GL(W)} называется подпредставлением представления {\displaystyle \pi } если {\displaystyle W} — подпространство {\displaystyle V} и для любых {\displaystyle g\in G} и {\displaystyle w\in W}

{\displaystyle \rho (g)w=\pi (g)w.}
Другими словами, {\displaystyle W} является инвариантным подпространством {\displaystyle \pi (g)} и {\displaystyle \rho (g)} — сужение {\displaystyle \pi (g)} на {\displaystyle W}.
- Представление называется неприводимым если у него нет подпредставлений, кроме него самого и подпредставления, отображающего в нульмерное подпространство.

- Двойственным множеством {\displaystyle {\hat {G}}} называется полное множество неэквивалентных неприводимых унитарных представлений {\displaystyle G}.

## Определение
Преобразование Фурье функции {\displaystyle f\in L^{2}(G)} определяется как матричная функция {\displaystyle {\hat {f}}\in L^{2}({\hat {G}})} такая что
{\displaystyle {\hat {f}}(\pi )=\sum \limits _{g\in G}f(g)\pi (g^{-1}).}
В таких обозначения, обратное преобразование записывается в виде
{\textstyle f(g)={\frac {1}{|G|}}\sum \limits _{\pi \in {\hat {G}}}d_{\pi }{\text{tr}}[\pi (g){\hat {f}}(\pi )],} где {\displaystyle d_{\pi }} — размерность линейного пространства, преобразования которого задаёт {\displaystyle \pi (g)}.

## Мотивировка
В непрерывном случае преобразование Фурье {\displaystyle {\hat {f}}} квадратично интегрируемой функции {\displaystyle f\in L^{2}(\mathbb {R} )} соответствует разложению {\displaystyle f(x)} по ортонормированному базису {\displaystyle \{e^{2\pi iyx}|y\in \mathbb {R} \}} гильбертова лебегова пространства {\displaystyle L^{2}(\mathbb {R} )}
{\textstyle f(x)=\int \limits _{-\infty }^{+\infty }{\hat {f}}(y)e^{2\pi iyx}dy.}
Преобразование Фурье периодической функции {\displaystyle f\in L^{2}(\mathbb {R} /\mathbb {Z} )} соответствует её разложению по ортонормированному базису {\displaystyle \{e^{2\pi kx}|k\in \mathbb {Z} \}} пространства {\displaystyle L^{2}(\mathbb {R} /\mathbb {Z} )}
{\textstyle f(x)=\sum \limits _{k=-\infty }^{+\infty }{\hat {f}}(k)e^{2\pi ikx}.}
Дискретное преобразование Фурье функции {\displaystyle f\in L^{2}(\mathbb {Z} /n\mathbb {Z} )} соответствует разложению по ортонормированному базису {\textstyle \left\{{\frac {1}{\sqrt {n}}}e^{\frac {2\pi ikj}{n}}{\bigg |}k=0,1,\dots ,n-1\right\}} пространства {\displaystyle L^{2}(\mathbb {Z} /n\mathbb {Z} )}
{\textstyle f(j)={\frac {1}{\sqrt {n}}}\sum \limits _{k=0}^{n-1}{\hat {f}}(k)e^{\frac {2\pi ikj}{n}}}
В общем случае, преобразование Фурье на группах соответствует разложению функции {\displaystyle f\in L^{2}(G)} по некоторому ортонормированному базису {\displaystyle L^{2}(G)}.